# NGC 151
NGC 151 là một thiên hà xoắn ốc cỡ trung bình nằm trong chòm sao Kình Ngư. Thiên hà được nhà thiên văn học người Anh William Herschel phát hiện vào ngày 28 thàng 11 năm 1785. Năm 1886, Lewis Swift đã quan sát cùng một thiên hà và phân loại nó là NGC 153 và sau đó được xác định là NGC 151.
Thiên hà này, nhìn từ gần như mặt trên, có một số nhánh xoắn ốc sáng, màu xanh, bụi bặm chứa đầy sự hình thành sao hoạt động. Một đặc điểm đáng chú ý của thiên hà là một khoảng cách lớn giữa các nhánh xoắn ốc.